# Telde
Telde és un municipi de l'illa de Gran Canària, a les illes Canàries.

## Evolució de la població
| Any  | Població | Densitat (hab./km²) |
| ---- | -------- | ------------------- |
| 1587 | 1.350    |                     |
| 1768 | 5.664    |                     |
| 1842 | 12.027   |                     |
| 1900 | 9.042    |                     |
| 1920 | 14.539   |                     |
| 1940 | 22.675   |                     |
| 1960 | 32.137   |                     |
| 1981 | 62.509   |                     |
| 1996 | 84.389   |                     |
| 2002 | 91.160   |                     |
| 2004 | 94.862   |                     |
| 2006 | 97.525   | 952,11              |
| 2007 | 98.399   | 960,65              |

### Barris i pagos de Telde
Arenales, Balcón de Telde, Caserones, Cazadores, Cendro, Cruz de Jerez, Cuatro Puertas, El Calero, El Caracol, El Ejido, El Goro, Gando, Hoya del Pozo, La Breña, Jinámar, La Garita, La Majadilla, La Herradura, La Higuera Canaria, La Pardilla, Las Goteras, Las Huesas, Las Remudas, Lomo Bristol, Lomo Cementerio, Lomo Magullo, Marpequeña, Medianías, Melenara, Ojos de Garza, Piletillas, Playa del Hombre, Salinetas, San Antonio, San José de las Longueras, San Gregorio, San Juan, San Francisco, Valle de Los Nueve, Tara, Tufia, Valle Casares, Valle de San Roque,La Gavia.

## Història

### Època guanxe
En un període difícil de determinar, possiblement el segle xiv, Telde ja era un dels 10 nuclis principals que es dividia l'illa. Després de la seva unificació entorn del bàndol de Gáldar diferents crisis successòries van fer que Telde formés a intervals un guanartemat independent, els territoris del qual abastaven la meitat est-sud de l'illa, des del barranc de Tenoya fins al cim central i des d'aquí fins a la zona de Mogán. Rival del de Gáldar queda constància d'una gran guerra entre ambdós clans que van enfrontar a 10.000 homes per part de Telde contra 4.000 del de Gáldar, enfrontament del que va sortir victoriós el segon, que va tornar a reunificar l'illa poc abans de la Conquesta (altra teoria diu que el govern de tota l'illa ho va tenir inicialment Arguineguín, hegemonia que va heretar Telde i del que Gáldar es va rebel·lar posteriorment). No està del tot clara la situació d'ambdós guanartemats durant la invasió castellana, en tot cas sembla segur que el guanartemat teldenc era administrat per un faycán anomenat Guariragua parent del Guanarteme de Gáldar; el paper actiu d'aquest sacerdot i el seu protagonisme durant la invasió castellana fan que Telde posseeixi encara avui dia l'apel·latiu de "Ciutat dels Faicanes"

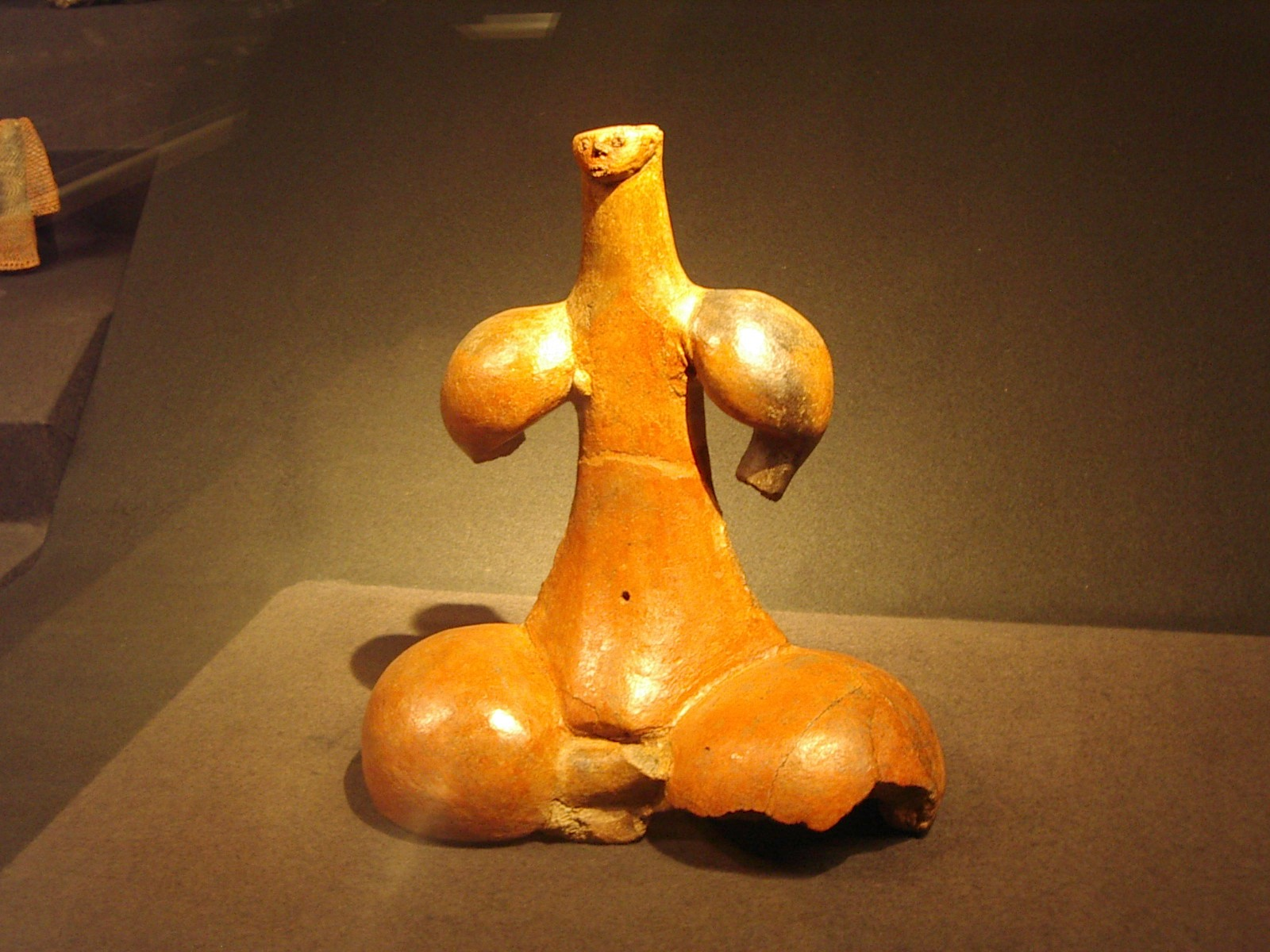
Ídol de Tara, en el Museu Canari, Las Palmas de Gran Canària.

El nucli aborigen es dividia en tres sectors que envoltaven el Barranc de Telde: Tara, Cendro i un tercer nucli entre els actuals barris de San Francisco i San Juan; els habitatges eren diferents segons la condició social dels habitants, coves artificials per a la noblesa, en les zones més baixes i cases en les zones més altes per a la classe plebea. De la grandària d'aquest nucli aborigen donen fe els cronistes, que xifren en 14.000 els seus possibles habitants (xifra sens dubte excessiva) Aquest nucli central estava envoltat per diferents tipus d'assentament de menor entitat però integrats amb els altres en una xarxa complementària: en la costa, poblats en les puntes i sortints dedicats a la pesca litoral i a la recol·lecció de mol·luscs, els componen cases artificials i coves de vegades envoltats per muralles, l'exemple més significatiu és el de Tufia; en l'interior en els escarpes dels barrancs com el del Draguillo poblats troglodites dedicats a l'agricultura i ramaderia, amb les zones habitacionals, els graners col·lectius i la necròpoli situats en coves naturals o artificials.
L'actual territori teldenc s'incloïa al seu torn en una xarxa complementària major que és el Guanartemat, qui abastava diferents ecosistemes des de l'humit nord fins a les àrides estribaciones meridionals. La presència de frares mallorquins en el segle xiv fan de Telde la primera ciutat existent en Canàries des d'una perspectiva europea, ja que va ser la primera seu del bisbat de Canàries segons butlla del papa Climent VI de 1351. D'acord amb les Cròniques, aquests missioners van anar amb el temps odiats pels canaris, bé perquè els associaven amb els esclavistas que saquejaven les costes, bé per motius d'altra índole; la veritat és que a la fi d'aquest segle els aborígens van llançar als missioners per l'avenc de Jinámar. Els normands Jean de Bethencourt i Gadifer de la Salle desembarquen en la Badia de Gando i entaulen relacions amistoses amb els canaris per a en una segona oportunitat intentar una entrada armada, que és rebutjada. Seixanta anys després Diego de Herrera intentarà també la conquesta de l'illa desembarcant per Gando, però la captura del seu soci Diego de Silva en Gáldar i la impossibilitat del primer a trencar la resistència armada dels guerrers canaris fan fracassar l'intent, el lliurament de Silva a Herrera ha donat nom al Barranc de Silva en la meitat meridional del municipi.
Posteriorment Herrera establirà una Torre a Gando des de la qual saquejarà les terres dels canaris, però aquests amb Doramas i altres famosos guerrers al capdavant prendran la torre que serà demolida. L'actual terme municipal no es va veure afectat directament pels terribles avatars de la guerra de conquesta empresa pels castellans en 1478, el Faycán de Telde i els guerrers teldencs van presentar no obstant això una tenaç resistència i l'ocupació de Telde pròpiament dit no es portaria a terme fins a finals de 1482, pràcticament al final de la conquesta. Els castellans van aixecar en aquest moment una torre defensiva prop de l'actual Basílica de San Juan, nucli de la ciutat present.

### De l'Antic Règim al Segle XXI
Encara que la fundació oficial de la ciutat data de la segona meitat del segle xiv, i es deriva de la Butlla Coelestis Rex Regum de 1351, la refundació va tenir lloc en la primavera - estiu de 1483 pel capità de la Real Germanor de Cavallers d'Andalusia, Cristóbal García del Castillo, un moguereny que després d'assolir la victòria de les armes castellanes, es va assentar en la Vega Major teldenca per a aixecar casa, ingenis sucrers, i posar en cultiu un bon nombre de faneques de la millor terra que existia a Gran Canària.
Acabada la conquesta, Telde figurava encara en 1490 com l'única ciutat de l'illa sent cap judicial i administratiu de la meitat meridional, posició de preeminència pel que fa a aquesta regió que no perdria fins a temps recents. Els castellans van assentar el nucli principal de la nova població en els cridats barris de San Juan i San Francisco, sent el seu primer el nucli més important a l'aglutinar l'església, la plaça i els òrgans administratius. Els cronistes van percebre entre els pobladors d'aquest barri una forta presència de nobles i persones importants, desdenyosos dels problemes polítics de la capital insular; en San Francisco es van assentar inicialment les classes populars, encara que bé podríem dir que amb el temps aquest barri va esdevenir en barri de "classes mitjanes" de l'època: monjos, artesans i petits propietaris. La població més pobra de la ciutat vivia, no obstant això, en el que es va dir "Los Llanos de Jaraquemada i Berebería", on va sorgir el barri de San Gregorio. Va néixer aquest últim emplaçament a l'ombra dels primers, per a acabar fonent-se amb ells ja en el segle xix i igualant-los en importància doncs s'havia convertit en la zona comercial de la ciutat; com curiositat es pot destacar, que els primers habitants de San Gregorio eren moriscs, esclaus capturats en la costa africana i portats per a realitzar tot tipus d'activitats: domèstiques, agrícoles, etc. La importància d'aquesta primera població es va deixar notar per a la posteritat en una intricada i caòtica xarxa de carrers i carrerons, a semblança de les ciutats musulmanes, que contrasta amb el senyorial i organitzat barri de San Juan i amb el polit, encara que irregular en el seu traçat a fi d'adaptar-se al relleu, barri de San Francisco.
En els moments immediatament posteriors a la conquesta, Telde va ser objecto de sucosos repartiments entre els conquistadors. Des de llavors, la seva història ha estat la d'un municipi agrícola punter a nivell regional, que ha tingut com cultius principals successivament a la canya de sucre, la vinya, la cochinilla i finalment el plàtan i el tomàquet. Aquests cultius d'exportació van ser combinats amb una agricultura de subsistència basada en cereals (blat i ordi) i una important activitat ramadera heretada de temps guanxe però enriquida amb nous tipus de bestiar portat pels castellans, com és el boví; a partir del segle xvii es produïx una gradual implantació del mill i de la papa (sobretot en sectors de medianieas) que culminarà a la fi del segle xviii i inicis del XIX i que va permetre una important expansió demogràfica i econòmica, així com el sorgiment de tota una cultura tradicional entorn d'aquests dos cultius americans; en qualsevol cas tant el blat com l'ordi van continuar sent conreats en les terres altes de difícil reg. Les raons d'aquesta riquesa agrícola es troben en la fertilitat del sòl tant de les valls de medianies com de la Vega Major de Telde, així com a les aportacions d'aigua provinents dels cims que es dividien en dos grups principals: les aigües aportades per les conques del municipi de Valsequillo (segregat de Telde a principis del segle xix) de cabal més important, gestionades per l'Hereteu d'Aigües de la Vega Major de Telde, i les provinents del Barranc dels Cernícalos, en l'actual zona de medianías-cim del municipi, gestionades per l'Hereteu d'Aigües de la Valle de los Nueve, això va permetre el desenvolupament d'una agricultura molt pròspera en una regió àrida per la falta de pluges, basada en un cultiu intensiu de regadiu.
En el segle xx, les creixents exigències de l'agricultura van provocar la multiplicació de pous i galeries per a extreure l'aigua de l'aqüífer; a mitjan aquest segle la superfície conreada del municipi s'estenia a través de 6.000 hectàrees de terreny. Altres activitats econòmiques de certa importància en Telde van ser les relacionades amb l'artesania: els ganivets canaris "naifes" produïts en la ciutat eren de gran qualitat i igual que en la resta de l'illa va conservar entre les poblacions rurals models de terrisseria i cistelleria aborígens, adquirint també gran notorietat l'elaboració de cordes i teixits amb fil extret de la pita. A pesar de les relativament bones comunicacions terrestres amb la resta de l'illa, l'exportació de tota aquesta producció es va realitzar fonamentalment per via marítima, a través de La Garita i Melenara el port de la qual va anar durant segles la principal connexió amb el món exterior. La Badia de Gando exercia com ancoratge alternatiu al de La Luz sent un possible punt per on va passar Cristófor Colom
Telde no va ser afectat per les freqüents incursions piráticas que van assotar l'illa entre els segles XVI-XVIII, però va jugar no obstant això un importantíssim paper en la lluita contra les mateixes fonamentalment en els atacs de Francis Drake (1595) i de l'holandès Van der Does (1599) contra Las Palmas de Gran Canària; durant la sagnant lluita contra aquest últim, les milícies teldenques van suportar intensos combats contra les forces invasores en els sectors clau de la campanya, lluites que van comportar costoses baixes així com la pèrdua dels més importants líders de la companyia teldenca. Fins al segle xix, el municipi va ser escenari de diversos aixecaments populars gairebé tots de caràcter camperol deguts a les excessives exaccions que pesaven sobre aquests; uns pocs ho van anar de caràcter polític com va anar la fracassada rebel·lió absolutista de 1823 liderada per Matías Zurita en contra del govern del Trienni Liberal. Aixafada la rebel·lió i posteriorment reinstaurat l'absolutisme amb Ferran VII, la camisa ensangonada de Zurita es convertiria en emblema del municipi.
Un altre fet sagnant marcaria la història teldense en el segle XX: durant la repressió franquista en l'illa, nombrosos opositors polítics van ser llançats a l'Avenc de Jinámar; l'època de Franco veuria a l'interior teldenca convertit en escenari de la llarga fugida de "El Corredera" personatge que arribaria a convertir-se en símbol de la lluita antifranquista. Durant aquest període i com a conseqüència d'un llarg procés començat decennis enrere, l'economia i societat teldenca experimentarien canvis radicals.

## Personatges Il·lustres
- Doramas
- Ines Chemida
- Fernando León y Castillo
- Gregorio Chil y Naranjo
- José Vélez
- Juan León y Castillo
- Juan Negrín (pare)
- Saulo Torón
- Tomás Marín de Cubas